# Parafia św. Stanisława BM w Kutnie
Parafia św. Stanisława Biskupa i Męczennika w Kutnie – rzymskokatolicka parafia należąca do dekanatu Kutno – św. Michała Archanioła w diecezji łowickiej.
Parafia liczy 4667 wiernych.

## Historia parafii
Źródło: 
Parafia została założona w 1359 r. Od samego początku, aż do 1818 r. była pod zarządem Kanoników Regularnych Laterańskich z Trzemeszna, stanowiąc ich uposażenie. Od 1441 r. proboszczem w Łąkoszynie był zawsze opat.
Pierwszy kościół, drewniany, pw. św. Stanisława Biskupa, przetrwał do początku XVIII w. Drugi, również drewniany, wybudowany staraniem opatów trzemeszeńskich ok. 1718 r., spłonął w roku 1758. Jeszcze tego samego roku opaci z Trzemeszna wybudowali trzeci. W 1818 r. duszpasterstwo w parafii przejęli księża diecezjalni. Z zapisów z 1869 r. wiadomo, że kościół parafialny był bardzo zniszczony i opuszczony. W następnych latach przy pomocy parafian podźwignął go, odrestaurował i wyposażył w nowe sprzęty ówczesny proboszcz, ks. Frasunkiewicz. Jednak 18 sierpnia 1909 r. kościół spłonął od uderzenia pioruna. Staraniem parafian, fundatorów i ówczesnego proboszcza, ks. Wacława Kinasta, w ciągu trzech lat stanęła obecna świątynia, murowana, w stylu neogotyckim, według projektu kutnowskiego architekta Strzeżysława Bowbelskiego. W październiku 1912 r. konsekrował ją biskup pomocniczy warszawski Kazimierz Ruszkiewicz.
W roku 1929 parafia Łąkoszyn została włączona w granice Kutna. 
Od połowy lat trzydziestych XX w. kościół ten służył 37. Pułkowi Piechoty im. ks. Józefa Poniatowskiego, stacjonującemu w Kutnie.

## Proboszczowie
Źródło: 
- ks. Konstanty Bilczyński (1804–1819)
- ks. Szymon Majewski (1819–1822)
- ks. Gabriel Tomaszewski (1822–1839)
- ks. Stanisław Domżalski (1839–1842)
- ks. Cyprian Wojdakowski (1842–1847)
- ks. Franciszek Pancer ( 1847–1868)
- ks. Jakub Frasunkiewicz (1868–1882)
- ks. Piotr Ambroziewicz (1882–1901)
- ks. Augustyn Kucharski (1901–1909)
- ks. Wacław Kinast (1909–1920)
- ks. Józef Szczucki (1920–1925)
- ks. Stefan Żelazowski (1925–1929)
- ks. Henryk Jóźwik (1929–1936)
- ks. Jan Sulima-Przyborowski (1936–1939)
- ks. Piotr Wojtkiewicz (1945–1952)
- ks. Antoni Ciechanowski (1952–1975)
- ks. Jerzy Biernacki ( 1975–1993)
- ks. Mirosław Czarnołęcki (1993–2023)
- ks. Piotr Sapiński (od 2023)

## Zasięg parafii
Do parafii należą wierni z południowej części Kutna (Łąkoszyn) oraz następujących miejscowości: Boża Wola (lewa strona), Leszczynek (numery 8, 10, 12, 13, 19, 23, 24), Mieczysławów, Nagodów, Nowa Wieś, Wały A, Wały B, Wierzyki, Wojciechowice Duże, Wojciechowice Małe, Zawady i Żakowice.